# Aron Baynes
Aron John Baynes (Gisborne, 9 dicembre 1986) è un ex cestista australiano.

## Statistiche
| † | Denota una stagione dove Baynes ha vinto il titolo NBA. |

### College
| Anno      | Squadra           | PG  | PT | MP   | TC%  | 3P%  | TL%  | RP  | AP  | PRP | SP  | PP   |
| --------- | ----------------- | --- | -- | ---- | ---- | ---- | ---- | --- | --- | --- | --- | ---- |
| 2005-2006 | Wash. St. Cougars | 28  | 12 | 16,5 | 42,9 | 0,0  | 64,1 | 4,1 | 0,1 | 0,2 | 0,5 | 5,2  |
| 2006-2007 | Wash. St. Cougars | 26  | 7  | 16,4 | 49,5 | -    | 64,6 | 3,1 | 0,1 | 0,2 | 0,4 | 5,2  |
| 2007-2008 | Wash. St. Cougars | 35  | 34 | 24,0 | 60,0 | 0,0  | 66,0 | 6,0 | 0,3 | 0,7 | 0,7 | 10,4 |
| 2008-2009 | Wash. St. Cougars | 33  | 33 | 28,8 | 58,0 | 100  | 77,4 | 7,5 | 0,6 | 0,3 | 1,3 | 12,7 |
| Carriera  | Carriera          | 122 | 86 | 22,0 | 54,6 | 33,3 | 69,8 | 5,4 | 0,3 | 0,3 | 0,8 | 8,7  |

### NBA

#### Regular Season
| Anno       | Squadra           | PG  | PT  | MP   | TC%  | 3P%  | TL%  | RP  | AP  | PRP | SP  | PP   |
| ---------- | ----------------- | --- | --- | ---- | ---- | ---- | ---- | --- | --- | --- | --- | ---- |
| 2012-2013  | San Antonio Spurs | 16  | 0   | 8,8  | 50,0 | 0,0  | 58,3 | 2,0 | 0,3 | 0,1 | 0,4 | 2,7  |
| 2013-2014† | San Antonio Spurs | 53  | 4   | 9,3  | 43,6 | 0,0  | 90,5 | 2,7 | 0,6 | 0,0 | 0,1 | 3,0  |
| 2014-2015  | San Antonio Spurs | 70  | 17  | 16,0 | 56,6 | 25,0 | 86,5 | 4,5 | 0,5 | 0,2 | 0,3 | 6,6  |
| 2015-2016  | Detroit Pistons   | 81  | 1   | 15,2 | 50,5 | 0,0  | 76,4 | 4,7 | 0,6 | 0,3 | 0,6 | 6,3  |
| 2016-2017  | Detroit Pistons   | 75  | 2   | 15,5 | 51,3 | 0,0  | 84,0 | 4,4 | 0,4 | 0,2 | 0,5 | 4,9  |
| 2017-2018  | Boston Celtics    | 81  | 67  | 18,3 | 47,1 | 14,3 | 75,6 | 5,4 | 1,1 | 0,3 | 0,6 | 6,0  |
| 2018-2019  | Boston Celtics    | 51  | 18  | 16,1 | 47,1 | 34,4 | 85,5 | 4,7 | 1,1 | 0,2 | 0,7 | 5,6  |
| 2019-2020  | Phoenix Suns      | 42  | 28  | 22,2 | 48,0 | 35,1 | 74,7 | 5,6 | 1,6 | 0,2 | 0,5 | 11,5 |
| 2020-2021  | Toronto Raptors   | 53  | 31  | 18,5 | 44,1 | 26,2 | 70,7 | 5,2 | 0,9 | 0,3 | 0,4 | 6,1  |
| Carriera   | Carriera          | 522 | 168 | 16,0 | 48,9 | 30,8 | 79,4 | 4,6 | 0,8 | 0,2 | 0,5 | 6,0  |

#### Play-off
| Anno     | Squadra           | PG | PT | MP   | TC%  | 3P%  | TL%  | RP  | AP  | PRP | SP  | PP  |
| -------- | ----------------- | -- | -- | ---- | ---- | ---- | ---- | --- | --- | --- | --- | --- |
| 2013     | San Antonio Spurs | 4  | 1  | 5,8  | 57,1 | 0,0  | 0,0  | 1,3 | 0,0 | 0,0 | 0,0 | 2,0 |
| 2014†    | San Antonio Spurs | 14 | 0  | 7,2  | 50,0 | 0,0  | 80,0 | 2,2 | 0,0 | 0,2 | 0,0 | 2,3 |
| 2015     | San Antonio Spurs | 4  | 0  | 10,0 | 30,0 | 0,0  | 100  | 2,5 | 0,3 | 0,0 | 0,0 | 2,3 |
| 2016     | Detroit Pistons   | 4  | 0  | 11,0 | 44,4 | 0,0  | 66,7 | 2,0 | 0,5 | 0,0 | 0,0 | 2,5 |
| 2018     | Boston Celtics    | 19 | 12 | 20,5 | 50,6 | 47,8 | 72,2 | 6,2 | 1,0 | 0,2 | 0,6 | 6,0 |
| 2019     | Boston Celtics    | 9  | 5  | 12,8 | 57,1 | 33,3 | 50,0 | 2,8 | 0,3 | 0,3 | 0,3 | 2,1 |
| Carriera | Carriera          | 54 | 18 | 13,2 | 49,7 | 43,3 | 75,0 | 3,6 | 0,5 | 0,2 | 0,3 | 3,6 |

#### Massimi in carriera
Statistiche aggiornate all'8 marzo 2020
- Massimo di punti: 37 vs Portland Trail Blazers (7 marzo 2020)
- Massimo di rimbalzi: 17 vs Phoenix Suns (19 marzo 2017)
- Massimo di assist: 5 vs Atlanta Hawks (2 febbraio 2018)
- Massimo di stoppate: 4 vs Charlotte Hornets (7 dicembre 2015)
- Massimo di triple: 9 vs Portland Trail Blazers (7 marzo 2020)

## Palmarès
- Campionato NBA: 1

San Antonio Spurs: 2014
- Olimpiadi
 Tokyo 2020